# Guardiola (botanica)
Guardiola  Cerv. ex Humb. & Bonpl., 1807 è un genere di piante spermatofite dicotiledoni appartenenti alla famiglia delle Asteraceae. È l'unico genere della sottotribù Guardiolinae H. Rob., 1978.

## Etimologia
Il nome del genere (Guardiola) è stato dato in onore del marchesato messicano de Santa Fe de Guardiola. Il nome scientifico è stato proposto inizialmente dal botanico, naturalista ed esploratore francese Aimé Jacques Alexandre Bonpland (1773-1858) e dal naturalista, esploratore e botanico tedesco Alexander von Humboldt (1769 – 1859) perfezionato in seguito dal medico e botanico spagnolo Vicente de Cervantes (1755-1829) nella pubblicazione "Plantes équinoxiales recueillies au Mexique. Paris - 1: 143, t. 41. 1807" del 1807. Il nome della sottotribù è stato proposto dal botanico contemporaneo Harold Ernest Robinson (1932-) nella pubblicazione "Phytologia; Designed to Expedite Botanical Publication. New York - 41(1): 41 (1978)" del 1978.

## Descrizione
Le specie di questo genere sono delle erbe a ciclo biologico annuale o perenne, alcune specie sono arbustive di tipo rupestre. Queste piante possono arrivare fino a 100 cm di altezza (minimo 30 cm - massimo 200 cm) con fusti eretti e ramificati.
Le foglie lungo il caule sono disposte in modo opposto e sono picciolate. La lamina ha una forma da strettamente lanceolata a deltata; in alcune specie è debolmente da astata a suborbicolare; i bordi sono dentati e l'apice è da acuminato a ottuso; la faccia abassiale talvolta è glauca; la consistenza può essere semisucculenta o membranacea e in genere sono glabre.
Le infiorescenze sono composte da capolini radiati terminali, solitari su lunghi peduncoli oppure raccolti in cime corimbose.  I capolini sono formati da un involucro a forma da strettamente cilindrica a campanulata composto da diverse squame (o brattee) al cui interno un ricettacolo da piatto a convesso, e provvisto di pagliette, fa da base ai fiori di due tipi: quelli esterni del raggio e quelli più interni del disco. Le squame sono disposte su una (o due) serie e sono dimorfiche: quelle esterne sono tipicamente 3 e sono più ampie a forma navicolare, quelle interne sono 2 - 3 più piccole simili alle pagliette del ricettacolo e sono scariose. Le pagliette del ricettacolo sono simili alle squame, sono membranose e avvolgono il fiorellino. Diametro dell'involucro: 2 – 3 mm.
Formula fiorale: per queste piante viene indicata la seguente formula fiorale:
* K 0/5, C (5), A (5), G (2), infero, achenio
I fiori sono tetraciclici (a cinque verticilli: calice – corolla – androceo – gineceo) e pentameri (ogni verticillo ha 5 elementi). I fiori del raggio (da 1 a 5) sono femminili e fertili con corolle colorate di bianco; la forma è più spesso vicina ad un tubo che ad una lamina; gli apici sono da debolmente a moderatamente bilobati o trilobati. I fiori del disco da 3 a 20 (tubulosi) sono funzionalmente maschili, anche questi con corolle bianche e con lunghi tubi (approssimativamente 3 - 6 volte più lungo della gola e dei lobi messi insieme), la gola è campanulata mentre i lobi (5) a forma lanceolata o lanceolato-lineare sono due volte più lunghi della gola; la corolla è essenzialmente glabra.  Il calice è ridotto ad una coroncina di squame.
L'androceo è formato da 5 stami con filamenti liberi, pelosi e antere saldate in un manicotto circondante lo stilo.  Le antere, verdastre, sono provviste di appendici a forma ovata con grandi tricomi ghiandolosi alla base.
Il gineceo ha un ovario uniloculare infero formato da due carpelli..  Gli stigmi dello stilo dei fiori del disco sono allungati, molto sottili a forma subulata, quelli dei fiori del raggio sono corti e ampi.
I frutti sono degli acheni generalmente senza pappo. L'achenio è obcompresso con una forma da ovale a oblunga, leggermente obovata. La superficie è colorata da marrone a nero (raramente è grigio-nera), è essenzialmente glabra, in alcune specie è striata con larghe, troncate e piatte protuberanze di elaisomi. Il pappo se presente è formato da alcune (5 - 6) scaglie piuttosto lignificate ed erose.

## Biologia
- Impollinazione: l'impollinazione avviene tramite insetti (impollinazione entomogama).
- Riproduzione: la fecondazione avviene fondamentalmente tramite l'impollinazione dei fiori (vedi sopra).
- Dispersione: i semi cadendo a terra sono successivamente dispersi soprattutto da insetti tipo formiche (disseminazione mirmecoria).

## Distribuzione e habitat
Le specie di questo genere sono distribuite nel Messico e nella parte sud occidentale degli USA.

## Tassonomia
La famiglia di appartenenza del genere (Asteraceae o Compositae, nomen conservandum) è la più numerosa del mondo vegetale, comprende oltre 23000 specie distribuite su 1535 generi (22750 specie e 1530 generi secondo altre fonti). La sottofamiglia Asteroideae è una delle 12 sottofamiglie nella quale è stata suddivisa la famiglia Asteraceae, mentre Millerieae è una delle 21 tribù della sottofamiglia. La tribù Millerieae a sua volta è suddivisa in 8 sottotribù (Guardiolinae è una di queste).

### Filogenesi
Questo genere (insieme alla relativa sottotribù) recentemente è stato riposizionato dalla tribù Heliantheae Cass. (secondo il botanico Robinson, 1981) alla tribù Millerieae Lindl.. Prima ancora era posizionato nella sottotribù Melampodiinae (G. Bentham, 1873) e nella sottotribù Coreopsidinae (T.F. Stuessy, 1973).

Il numero cromosomico delle specie di questo genere è: 2n = 12.

### Composizione del genere
Il genere Guardiola è formato da 14 specie qui sotto elencate:

- Guardiola angustifolia B.L.Rob.
- Guardiola arguta  B.L.Rob.
- Guardiola carinata  B.L.Rob.
- Guardiola mexicana  Humb. & Bonpl.
- Guardiola odontophylla  B.L.Rob.
- Guardiola palmeri  B.L.Rob.
- Guardiola pappifera  Paul G.Wilson
- Guardiola platyphylla  A.Gray
- Guardiola rosei  B.L.Rob.
- Guardiola rotundiflora  B.L.Rob.
- Guardiola rotundifolia  B.L.Rob.
- Guardiola stenodonta  S.F.Blake
- Guardiola thompsonii  P.Van Faasen
- Guardiola tulocarpus  A.Gray

### Sinonimi
L'entità di questa voce ha avuto nel tempo diverse nomenclature. L'elenco seguente indica alcuni tra i sinonimi più frequenti:
- Tulocarpus Hook. & Arn.